# Chiesa di Santa Maria Assunta (Valfornace)
La chiesa di Santa Maria Assunta è la parrocchiale di Pievebovigliana, frazione-capoluogo del comune sparso di Valfornace, in provincia di Macerata e arcidiocesi di Camerino-San Severino Marche; fa parte della vicaria di Pieve Torina.

## Storia
Il primitivo luogo di culto, di cui rimane la cripta, sorse presumibilmente nell'XI secolo; una lapide ritrovata nell'Ottocento riporta la data 1162, che forse è l'anno di consacrazione.
Nel 1218 alla pieve di Santa Maria Assunta vennero concessi vari privilegi dal vescovo di Camerino Attone II; la Plebs Bovelliani si ritrova poi menzionata nelle Rationes decimarum dei secoli XIII e XIV.
La chiesa venne interessata da ampliamenti presumibilmente nel Tre e nel Cinquecento; nel 1634 fu costruito accanto ad essa l'oratorio della Confraternita del Rosario, dotato di un ossario ipogeo.
Nel 1756 iniziarono su disegno dell'architetto Giovanni Ricchini i lavori di rifacimento della parrocchiale, voluti dal vescovo di Camerino e dal pievano don Giuseppe Nicola Cicconi, durante i quali si procedette alla trasformazione della pianta a tre navate, all'erezione del campanile sulla base di una torre difensiva e alla ricostruzione del tetto; al loro termine, nel 1759 la chiesa venne consacrata
La facciata della pieve fu trasformata nel 1823 in seguito alla trasformazione in canonica dell'avancorpo che precede le navate: dovettero pertanto essere chiusi i due ingressi laterali.
Il 5 febbraio 1934 si verificò il crollo del tetto della chiesa, il quale venne ripristinato nel settembre del 1935; in quell'occasione si provvide anche a realizzare l'apparato elettrico, a posare il nuovo pavimento e ad abbassare il piano del presbiterio.
Negli anni settanta la parrocchiale fu interessata dall'adeguamento liturgico secondo le norme postconciliari mediante l'aggiunta del nuovo altare rivolto verso l'assemblea.
L'evento sismico del 1997 provocò delle lesioni alla facciata e al tetto; il restauro volto a sanare questi danni venne approvato dalla Conferenza dei Servizi nel 2000.

## Descrizione

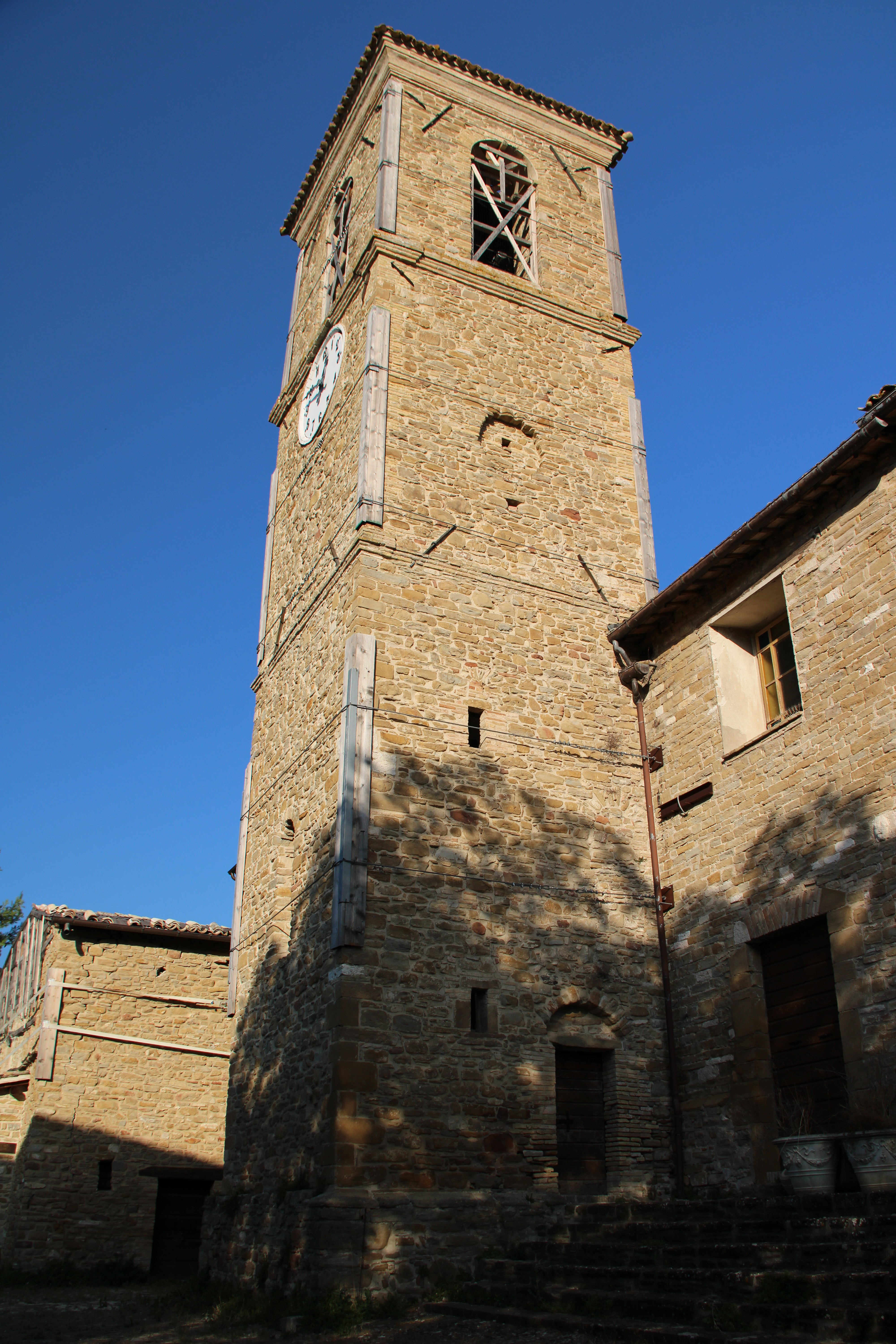
Il campanile

### Esterno
La facciata a capanna della chiesa, rivolta a sudovest, presenta al centro il portale d'ingresso a tutto sesto e due ordini di finestre che fanno luce agli ambienti della canonica.
Annesso alla parrocchiale è il campanile a base quadrata, la cui cella presenta su ogni lato una monofora a tutto sesto ed è coperta dal tetto a quattro falde.

### Interno
L'interno dell'edificio, suddiviso in quattro campate, si compone di tre navate, coperte da volte a crociera e separate da pilastri dipinti a finto marmo e sorreggenti delle arcate a tutto sesto; al termine dell'aula si sviluppa il presbiterio, rialzato di alcuni gradini e chiuso dall'abside di forma semicircolare.
Qui sono conservate diverse opere di pregio, tra le quali la tela con soggetto la Madonna di Costantinopoli, eseguita da Luigi Valeri, l'affresco ritraente Santa Lucia, risalente al Quattrocento e attribuito ad Arcangelo di Cola, e alcune pale dipinte da Girolamo e Antonio Aspri.